# Havaika canosa
Havaika canosa is een spinnensoort uit de familie springspinnen (Salticidae). De soort komt voor in Hawaï.